# Френдшип (округ Енн-Арундел, Меріленд)
Френдшип (англ. Friendship) — переписна місцевість (CDP) в США, в окрузі Енн-Арундел штату Меріленд. Населення — 384 особи (2020).

## Географія
Френдшип розташований за координатами 38°44′9″ пн. ш. 76°35′16″ зх. д. / 38.73583° пн. ш. 76.58778° зх. д. (38.735851, -76.587802).  За даними Бюро перепису населення США в 2010 році переписна місцевість мала площу 4,65 км², уся площа — суходіл.

## Демографія
Згідно з переписом 2010 року, у переписній місцевості мешкало 447 осіб у 157 домогосподарствах у складі 127 родин. Густота населення становила 96 осіб/км².  Було 161 помешкання (35/км²).
Расовий склад населення:
| - 92,8 % — білих - 2,5 % — чорних або афроамериканців - 1,8 % — осіб інших рас |

До двох чи більше рас належало 2,9 %. Частка іспаномовних становила 4,7 % від усіх жителів.
За віковим діапазоном населення розподілялося таким чином: 21,7 % — особи молодші 18 років, 63,5 % — особи у віці 18—64 років, 14,8 % — особи у віці 65 років та старші. Медіана віку мешканця становила 43,8 року. На 100 осіб жіночої статі у переписній місцевості припадало 98,7 чоловіків;  на 100 жінок у віці від 18 років та старших — 97,7 чоловіків також старших 18 років.
Середній дохід на одне домашнє господарство  становив 103 965 доларів США (медіана — 95 000), а середній дохід на одну сім'ю — 120 732 долари (медіана — 117 885). За межею бідності перебувало 3,5 % осіб, у тому числі 0,0 % дітей у віці до 18 років та 0,0 % осіб у віці 65 років та старших.
Цивільне працевлаштоване населення становило 140 осіб. Основні галузі зайнятості: освіта, охорона здоров'я та соціальна допомога — 25,0 %, будівництво — 22,1 %, науковці, спеціалісти, менеджери — 15,7 %, публічна адміністрація — 11,4 %.